# Agnar (självbiografi)
Agnar är en självbiografisk bok av Sven Delblanc som gavs ut på Albert Bonniers förlag 1993. Boken blev Sven Delblancs sista och kom ut postumt, efter att författaren avlidit i cancer i december 1992. I bokens efterord skriver Delblanc:
| ” | I skrivande stund är jag dödssjuk, om också okunnig om När och Hur. Svaghet och intellektuell reduktion har gjort att det känts mycket motspänstigt att skriva. Jag uppgav slutligen mina krav på konsekvens och estetisk halt och hoppas detta kan äga åtminstone dokumentärt värde. | „ |

Agnar är en fortsättning på Livets ax.